# أستارا
هي مدينة صغيرة تقع على ساحل بحر قزوين في شمال محافظة گیلان الإيرانية(يلفظ الحرف (گ) كالجيم في اللهجة المصرية) وهي من مناطق شعب الطوالش (قومية) والذين يقيمون في الجزء الشمالي من محافظة گیلان وفي الجزء الشرقي من محافظة أردبيل وفي الجزء الجنوبي من ساحل جمهورية أذربيجان على بحر قزوين.
وهذه المدينة هي آخر مدينة في شمال إيران قبل الوصول إلى جمهورية أذربيجان.
وتوجد مدينة صغيرة بنفس الاسم على الجانب الأذري من الحدود.
والطبيعة في هذه المدينة الصغيرة جميلة جداً تجمع ما بين شاطيء البحر والسهل الخصب والجبل الذي يشكل مراعي طبيعية للمواشي حيث يعتمد اقتصاد المنطقة على الزراعة وتربية المواشي بالإضافة للسياحة حيث يوجد قرب هذه المدينة شلال يعرف بشلال (كوته كومه)،وبحيرة تعرف (ببحيرة استيل)، ونبع حار للمياه يعرف (بنبع علي داشي).
ومعنى كلمة آستارا باللغة التالشية تعني السائر ببطء ويقال أن السبب في هذه التسمية يعود إلى أن القوافل المارة بالمدينة تبطيء السير لكثرة المستنقعات الموجودة بسبب كثرة الأمطار.

## المناخ
يظهر الجدول التالي التغييرات المناخية على مدار السنة لأستارا:
| البيانات المناخية لـأستارا                  | البيانات المناخية لـأستارا | البيانات المناخية لـأستارا | البيانات المناخية لـأستارا | البيانات المناخية لـأستارا | البيانات المناخية لـأستارا | البيانات المناخية لـأستارا | البيانات المناخية لـأستارا | البيانات المناخية لـأستارا | البيانات المناخية لـأستارا | البيانات المناخية لـأستارا | البيانات المناخية لـأستارا | البيانات المناخية لـأستارا | البيانات المناخية لـأستارا |
| الشهر                                       | يناير                      | فبراير                     | مارس                       | أبريل                      | مايو                       | يونيو                      | يوليو                      | أغسطس                      | سبتمبر                     | أكتوبر                     | نوفمبر                     | ديسمبر                     | المعدل السنوي              |
| ------------------------------------------- | -------------------------- | -------------------------- | -------------------------- | -------------------------- | -------------------------- | -------------------------- | -------------------------- | -------------------------- | -------------------------- | -------------------------- | -------------------------- | -------------------------- | -------------------------- |
| متوسط درجة الحرارة الكبرى °م (°ف)           | 8.8 (47.8)                 | 8.8 (47.8)                 | 11.2 (52.2)                | 16.6 (61.9)                | 22.3 (72.1)                | 27.3 (81.1)                | 30.5 (86.9)                | 29.8 (85.6)                | 25.6 (78.1)                | 20.3 (68.5)                | 15.2 (59.4)                | 11.3 (52.3)                | 19.0 (66.1)                |
| متوسط درجة الحرارة الصغرى °م (°ف)           | 1.9 (35.4)                 | 2.1 (35.8)                 | 4.8 (40.6)                 | 9.3 (48.7)                 | 14.0 (57.2)                | 18.1 (64.6)                | 20.6 (69.1)                | 20.5 (68.9)                | 17.5 (63.5)                | 13.1 (55.6)                | 8.4 (47.1)                 | 4.3 (39.7)                 | 11.2 (52.2)                |
| معدل هطول الأمطار مم (إنش)                  | 95.6 (3.76)                | 90.2 (3.55)                | 108.3 (4.26)               | 60.7 (2.39)                | 56.5 (2.22)                | 45.9 (1.81)                | 41.2 (1.62)                | 88.8 (3.50)                | 230.0 (9.06)               | 239.0 (9.41)               | 144.6 (5.69)               | 91.7 (3.61)                | 1٬292٫5 (50.88)            |
| متوسط الأيام الممطرة (≥ 1.0 mm)             | 11                         | 10                         | 12                         | 10                         | 9                          | 6                          | 4                          | 7                          | 10                         | 13                         | 11                         | 9                          | 112                        |
| متوسط الرطوبة النسبية (%)                   | 84                         | 85                         | 86                         | 83                         | 80                         | 74                         | 71                         | 75                         | 82                         | 86                         | 87                         | 85                         | 82                         |
| المصدر: Iranian Meteorological Organization |                            |                            |                            |                            |                            |                            |                            |                            |                            |                            |                            |                            |                            |

## أعلام
- بيإن رافات